# Polybranchia
Polybranchia is een geslacht van weekdieren uit de klasse van de Gastropoda (slakken).

## Soorten
- Polybranchia orientalis (Kelaart, 1858)
- Polybranchia pallens (Burn, 1957)
- Polybranchia papillosa (Pease, 1866)
- Polybranchia pellucida Pease, 1860
- Polybranchia prasinus (Bergh, 1871)
- Polybranchia viridis (Deshayes, 1857)
- Polybranchia westralis Jensen, 1993